# Эмилиани, Чезаре
Чезаре Эмилиани (итал. Cesare Emiliani; 8 декабря 1922, Болонья, Италия — 20 июля 1995, Палм-Бич-Гарденс, Флорида, США) — итальянско-американский учёный, геолог, микропалеонтолог, основатель палеоокеанографии. Разработал временную шкалу морских изотопных стадий, которая используется и по сей день.

## Биография
Чезаре Эмилиани родился в Болонье, Италия. Его родителями были Луиджи и Мария (Манфредини) Эмилиани.
Чезаре Эмилиани учился сперва в Болонском университете, а в 1948 году, получив грант на обучение в Чикагском университете, переехал в США, где остался после окончания учёбы и продолжил научные исследования.
Эмилиани показал пример, как ледниковые периоды в течение последнего полумиллиона лет подчиняются циклической зависимости, гипотезу о которой впервые выдвинул сербский геолог М. Миланкович. В рамках открытия Эмилиани были революционно пересмотрены представления об очертаниях океанов во времена оледенений. Также по инициативе Эмилиани стал развиваться проект «LOCO» (от «Long Cores» — «длинные керны») при поддержке Национального научного фонда США. В рамках проекта были представлены новые данные в истории океанов, произошёл значительный прогресс в изучении гипотез спрединга морского дна и тектоники плит.
В 1957 году Чезаре работал над фораминиферами и интересовался изменениями климата, которые, как известно, произошли в эпоху плейстоцена. Интервью с доктором Уолтоном Смитом убедило Чезаре в том, что Институт морских наук Университета Майами, который был переименован в Розенштилевскую школу морских и атмосферных наук о Земле, было подходящим местом для проведения его исследований, и поэтому он переехал туда в том же году. В 1967 году он был назначен заведующим отделом геологии и геофизики института. В то время он организовал кафедру геологических наук в главном кампусе Университета Майами и оставался её председателем до выхода на пенсию в 1993 году.
Он умер в Палм-Бич-Гарденс, Флорида 20 июля 1995 года, и у него остались жена Розита (1923—2010), двое детей, Марио и Сандра, и четверо внуков, Майкл, Джулия, Джоуи и Данте.

## Научная деятельность
Он установил, что ледниковые периоды последних примерно полумиллиона лет являются циклическим явлением, что подтвердило гипотезу Миланковича и произвело революцию в представлениях об истории океанов и оледенений. Он также был инициатором проекта «LOCO» (for Long Cores, рус. для Длинных Кернов) в национальном научном фонде. Проект имел успех, предоставив доказательства истории океанов, а также послужив для проверки гипотез о спрединге и тектонике плит.
Чезаре Эмилиани удостоился чести установить род Emiliania в качестве дома для таксона Emiliania huxleyi, который ранее относился к Coccolithus. Кроме того, он был удостоен медали Веги в 1983 году и медали Александра Агассиза национальной академии наук США в 1989 году за его исследование изотопов, а также исследования плейстоценовых и голоценовых планктонных фораминифер.
В свои поздние годы он посвятил много времени продвижению календарной реформы, основанной на концепции голоценовой эры.

### Работы

#### Популярные
- Emiliani, Cesare. (1992). Planet Earth : Cosmology, Geology, & the Evolution of Life & the Environment. Cambridge University Press. (Paperback Edition ISBN 0-521-40949-7)
- Emiliani, Cesare. (1995). The Scientific Companion : Exploring the Physical World with Facts, Figures, and Formulas (Wiley Popular Science) (2nd Edition). Wiley. (Paperback Edition ISBN 0-471-13324-8)
- Emiliani, Cesare. (1993). Dictionary of Physical Sciences. Oxford University Press. (Paperback Edition ISBN 0-19-503652-2)

#### Исследования
- Emiliani C (1954) Depth habitats of some species of pelagic foraminifera as indicated by oxygen isotope ratios. American Journal of Science 252:149-158
- Emiliani C (1954) Temperature of Pacific bottom waters and polar superficial waters during the Tertiary. Science 119:853-855
- Emiliani C (1956) Oligocene and Miocene temperature of the equatorial and subtropical Atlantic Ocean. Journal of Geology 64:281-288
- Emiliani C (1956) On paleotemperatures of Pacific bottom waters. Science 123:460-461
- Emiliani C (1957) Temperature and age analysis of deepsea cores. Science 125:383-385
- Emiliani C (1961) The temperature decrease of surface water in high latitudes and of abyssal-hadal water in open oceanic basins during the past 75 million years. Deep-Sea Research 8:144-147
- Emiliani C (1965) Precipitous continental clopes and considerations on the transitional crust. Science 147:145-148
- Emiliani C (1966) Isotopic paleotemperatures. Science 154: 851—857
- Emiliani C (1966). Paleotemperature analysis of Caribbean cores P6304-8 and P6304-9 and a generalized temperature curve for the past 425,000 years. Journal of Geology 74:109-124
- Emiliani C (1968) The Pleistocene epoch and the evolution of man. Current Anthropology 9:27-47
- Emiliani C (1969) Interglacials, high sea levels and the control of Greenland ice by the precession of the equinoxes. Science 166:1503-1504
- Emiliani C (1969) A new paleontology. Micropaleontology 15:265-300
- Emiliani C (1970) Pleistocene paleotemperatures. Science 168:822-825
- Emiliani C (1971) The amplitude of Pleistocene climatic cycles at low latitudes and the isotopic composition of glacial ice. In: Turekian KK (ed) Late Cenozoic Glacial Ages. New Haven, CO: Yale University Press, pp 183—197
- Emiliani C (1971) Depth habitats and growth stages of pelagic formanifera. Science 173:1122-1124
- Emiliani C (1971) Paleotemperature variations across the Plio-Pleistocene boundary at the type section. Science 171:600-602
- Emiliani C (1978) The cause of the ice ages. Earth and Planetary Science Letters 37:347-354
- Emiliani C (1981) A new global geology. In: Emiliani C (ed) The Oceanic Lithosphere. The Sea (8th edn). Vol. 7. New York: Wiley Interscience, pp 1687—738
- Emiliani C (1982) Extinctive evolution. Journal of Theoretical Biology 97:13-33
- Emiliani C (1987) Dictionary of Physical Sciences. Oxford: Oxford University Press
- Emiliani C (1988) The Scientific Companion. New York: Wiley
- Emiliani C (1989) The new geology or the old role of the geological sciences in science education. Journal of Geological Education 37:327-331
- Emiliani C (1991) Avogadro number and mole: a royal confusion. Journal of Geological Education 39:31-33
- Emiliani C (1991) Planktic et al. Marine Micropaleontology 18:3
- Emiliani C (1991) Planktic/planktonic, nektic/nektonic, benthic/benthonic. Journal of Paleontology 65:329
- Emiliani C, Ericson DB (1991) The glacial/interglacial temperature range of the surface water of the ocean at low latitudes. In: Taylor HP, O’Neil JR, Kaplan IR (eds) Special Publication: Stable Isotope Geochemistry: A Tribute to Samuel Epstein. Pennsylvania: Geochemical Society, University Park, pp 223—228
- Emiliani C (1992) The Moon as a piece of Mercury. Geologische Rundschau 81:791-794
- Emiliani C (1992) Planet Earth: Cosmology, Geology, and the Evolution of Life and Environment. New York: Cambridge University Press
- Emiliani C (1992) Pleistocene paleotemperatures. Science 257:1188-1189
- Emiliani C (1993) Milankovitch theory verified; discussion. Nature 364:583
- Emiliani C (1993) Calendar reform. Nature 366:716
- Emiliani C (1993) Extinction and viruses. BioSystems 31:155-159
- Emiliani C (1993) Paleoecological implications of Alaskan terrestrial vertebrate fauna in latest Cretaceous time at high paleolatitudes: Comment. Geology 21:1151-1152
- Emiliani C (1993) Viral extinctions in deep-sea species. Nature 366:217-218
- Emiliani C (1995) Redefinition of atomic mass unit, Avogadro constant, and mole. Geochimica et Cosmochimica Acta 59:1205-1206
- Emiliani C (1995) Tropical paleotemperatures: discussion. Science 268:1264
- Emiliani C, Edwards G (1953) Tertiary ocean bottom temperatures. Nature 171:887-888
- Emiliani C, Elliott I (1995) Vatican confusion. Nature 375:530
- Emiliani C, Epstein S (1953) Temperature variations in the lower Pleistocene of Southern California. Journal of Geology 61:171-181
- Emiliani C, Gartner S, Lidz B (1972) Neogene sedimentation on the Blake Plateau and the emergence of the Central American Isthmus. Palaeogeography, Palaeoclimatology, Palaeoecology 11:1-10
- Emiliani C, Gartner S, Lidz B, Eldridge K, Elvey DK, Huang PC, Stipp JJ, Swanson M (1975) Paleoclimatological analysis of late Quaternary cores from the northwestern Gulf of Mexico. Science 189:1083-1088
- Emiliani C, Geiss J (1959) On glaciations and their causes. Geologische Rundschau 46:576-601
- Emiliani C, Harrison CG, Swanson M (1969) Underground nuclear explosions and the control of earthquakes. Science 165:1255-1256
- Emiliani C, Kraus EB, Shoemaker EM (1981) Sudden death at the end of the Mesozoic. Earth and Planetary Science Letters 55:327-334
- Emiliani C, Mayeda T, Selli R (1961) Paleotemperature analysis of the Plio-Pleistocene section at le Castella, Calabria, southern Italy. Geological Society of America Bulletin 72:679-688
- Emiliani C, Milliman JD (1966) Deep-sea sediments and their geological record. Earth Science Reviews 1:105-132
- Emiliani C, Price DA, Seipp J (1991) Is the Postglacial artificial? In: Taylor HP, O’Neil JR, Kaplan IR (eds) Special Publication: Stable Isotope Geochemistry: A Tribute to Samuel Epstein. Pennsylvania: Geochemical Society, University Park, pp 229—231
- Emiliani C, Shackleton NJ (1974) The Brunhes Epoch: paleotemperature and geochronology. Science 183:511-514